# Chiljip Psy-da
Chiljip Psy-da kor. 칠집싸이다 Chiljip Ssaida, ang. Psy 7th Album) – szósty album studyjny południowokoreańskiego rapera PSY. Został wydany 1 grudnia 2015 roku przez YG Entertainment. Głównymi singlami z płyty są „Daddy” i „Napal Baji” (kor. 나팔바지). Sprzedał się w nakładzie 6816 egzemplarzy w Korei Południowej (stan na grudzień 2015).

## Lista utworów
| CD | CD                                                                                       | CD                                                                                  | CD | CD                           | CD      |
| Nr | Tytuł utworu                                                                             | Tekst                                                                               | Kompozycja | Aranżacja                    | Długość |
| -- | ---------------------------------------------------------------------------------------- | ----------------------------------------------------------------------------------- | --- | ---------------------------- | ------- |
| 1. | „Dance Jockey” (kor. 댄스쟈키)                                                           | Psy                                                                                 | Psy, Yoo Gun-hyung                                                                                                | Yoo Gun-hyung                | 3:22    |
| 2. | „I Remember You” (Feat. Zion.T)                                                          | Psy, Tablo                                                                          | Psy, Yoo Gun-hyung                                                                                                | Yoo Gun-hyung                | 3:43    |
| 3. | „Napal Baji” (kor. 나팔바지)                                                             | Psy                                                                                 | Psy, Yoo Gun-hyung                                                                                                | Yoo Gun-hyung                | 3:43    |
| 4. | „DADDY” (Feat. CL Of 2NE1)                                                               | Psy, Teddy Park, Dominique Regiacorte, Jean-Luc Jacques Michel Drion, William Adams | Teddy Park, Psy, Yoo Gun-hyung, FUTURE BOUNCE, Dominique Regiacorte, Jean-Luc Jacques Michel Drion, William Adams | Yoo Gun-hyung, FUTURE BOUNCE | 3:50    |
| 5. | „Dream” (Feat. XIA of JYJ)                                                               | Psy, Shin Hae-cheol                                                                 | Psy, Yoo Gun-hyung                                                                                                | Yoo Gun-hyung                | 3:16    |
| 6. | „ROCKnROLLbaby” (Feat. Will.i.am)                                                        | Psy, William Adams                                                                  | Psy, KUSH, William Adams, Yoo Gun-hyung                                                                           | KUSH, Yoo Gun-hyung, R.Tee   | 4:16    |
| 7. | „Joheunnari Olgeoya” (kor. 좋은날이 올거야, ang. The Day Will Come) (Feat. Jeon In-kwon) | Psy                                                                                 | Psy, Yoo Gun-hyung                                                                                                | Yoo Gun-hyung                | 3:32    |
| 8. | „Ahjussi Swag” (kor. 아저씨SWAG) (Feat. Gaeko)                                           | Psy, Gaeko                                                                          | Psy, Yoo Gun-hyung                                                                                                | Yoo Gun-hyung                | 3:09    |
| 9. | „SING (PSYmix)” (with Ed Sheeran)                                                        | Ed Sheeran, Pharrell Williams, Psy                                                  | Ed Sheeran, Pharrell Williams, Psy, Yoo Gun-hyung                                                                 | Yoo Gun-hyung                | 3:57    |

## Notowania
| Lista                   | Pozycja |
| ----------------------- | ------- |
| Gaon Weekly Album Chart | 6       |